# Donji Hrašćan
Donji Hrašćan is een plaats in de gemeente Donji Kraljevec in de Kroatische provincie Međimurje. De plaats telt 508 inwoners (2001).